# Hellenic Aerospace Industry
Hellenic Aerospace Industry (HAI) (griechisch Ελληνική Αεροπορική Βιομηχανία Α.Ε.) ist ein griechisches Unternehmen der Luftfahrtindustrie mit Sitz in Tanagra. Neben der Zulieferung von Bauteilen und Wartung verschiedener Flugzeugmuster hat sich das Unternehmen auf den Bau von unbemannten Flugzeugen spezialisiert. 

## Geschichte
Das Unternehmen wurde 1975 gegründet, ab 1979 wurde mit der Entwicklung des unbemannten Flugzeugs E1-79 Pegasus begonnen, 1982 fand der Erstflug statt. 1986 wurde der neue Typ Telamon vorgestellt, ab 1990 arbeitete das Unternehmen mit DASA (heute: EADS) zusammen. HAI entwickelte mit Dassault, EADS, Saab, RUAG und Alenia die unbemannte, selbstständig agierende Tarnkappen-Kampfdrohne Neuron.